# Budapester Ringbahn

Eisenbahnstrecken der MÁV (blau) und der BHÉV (grün) in und um Budapest.

Als Budapester Ringbahn, ungarisch Körvasút, wird eine aus mehreren kurzen Bahnstrecken bestehende Umgehungsbahn im Stadtgebiet der ungarischen Hauptstadt Budapest bezeichnet.

## Bezeichnungen
Die Budapester Ringbahn wird im Allgemeinen nach einer Ringbahn am rechten („jobb parti körvasút“) und linken („bal parti körvasút“) Donauufer unterschieden. Die Strecken auf der linken Flussseite werden außerdem nochmals als äußere („külső körvasút“), innere („belső körvasút“) und südliche („déli körvasút“) Ringbahn unterteilt, wobei auch hier mehrere einzelne Verbindungsbahnen oder Bahnstrecken zu einer Bezeichnung zusammengefasst wurden. Gemeinsam gesehen bildeten die Strecken tatsächlich einen Ring um die Innenstadt von Budapest. Heute könnte man das Gleisnetz der Ringbahn eher als doppelten Halbring bezeichnen, da die ursprüngliche Teilstrecke auf der rechten Seite der Donau an beiden Enden unterbrochen ist. Auch in anderen ungarischen Städten sind Ringbahnen als Verkehrsträger, insbesondere von S-Bahn-Systemen, vorgesehen; so wird eine geplante Ringstrecke in Győr als „Győri körvasút“ bezeichnet.

## Rechtsufrige Ringbahn
| \| \| \| von Esztergom-Kertváros \| \| \| \| \| Óbuda \| \| \| \| \| Verbindung n. Aquincum elág. (HÉV) \| \| \| \| \| Batthyány tér–Szentendre \| \| \| \| \| Körvasút elágazás (Abzw); von Angyalföld \| \| \| \| \| Gázgyári elágazás (Abzw) \| \| \| \| \| Anst Gaswerk \| \| \| \| \| Óbuda-Gázgyár \| \| \| \| \| von Szentendre \| \| \| \| \| K-híd (98 m), Donau; Anst Werft \| \| \| \| \| Filatorigát; Neutrassierung 1978 \| \| \| \| \| Filatorigát (Reiseverkehr bis 1978) \| \| \| \| \| Óbuda elágazás (Abzw) \| \| \| \| \| \| \| \| \| \| \| \| \| \| \| Behelfsstrecke nach Angyalföld über Sztálin híd (Straßenbahnstrecke) \| \| \| \| \| \| \| \| \| \| \| \| \| \| \| Budapest-Császárfürdő \| \| \| \| \| Komjádi elágazás (Abzw) \| \| \| \| \| M. híd felszín; Neutrassierung 1972 \| \| \| \| \| Margit híd \| \| \| \| \| Margit híd (Straßenbahnstrecke) \| \| \| \| \| nach Batthyány tér \| \| \| \| \| Buda Pálffy tér \| \| \| \| \| Straßenbahn Richtung Batthyány tér \| \| \| \| \| Übergang auf Straßenbahnnetz \| \| \| \| \| Straßenbahn Richtung Margit híd \| \| \| \| \| \| \| \| \| \| Anst Ganz Elektrizitätswerk \| \| \| \| \| \| \| \| \| \| Széll Kálmán tér \| \| \| \| \| Budapest-Déli \| \| \| \| \| Straßenbahn Richtung Farkasrét \| \| \| \| \| nach Budapest-Kelenföld (–Pragersko) \| \| \| \| \| \| \| \| Quellen: Haltepunkte der HÉV sowie Haltestellen und Abzweige der Straßenbahnen sind nicht dargestellt. \| \| \| \| |  |                                                                      |                                                                      |
| Strecke |  | von Esztergom-Kertváros                                              | von Esztergom-Kertváros                                              |
| Bahnhof |  | Óbuda                                                                | Óbuda                                                                |
| Abzweig geradeaus und nach rechts |  | Verbindung n. Aquincum elág. (HÉV)                                   | Verbindung n. Aquincum elág. (HÉV)                                   |
| Kreuzung geradeaus oben |  | Batthyány tér–Szentendre                                             | Batthyány tér–Szentendre                                             |
| Abzweig ehemals geradeaus, nach links und ehemals von links · ehemalige Blockstelle quer |  | Körvasút elágazás (Abzw); von Angyalföld                             | Körvasút elágazás (Abzw); von Angyalföld                             |
| Blockstelle (Strecke außer Betrieb) |  | Gázgyári elágazás (Abzw)                                             | Gázgyári elágazás (Abzw)                                             |
| Abzweig geradeaus und von links (Strecke außer Betrieb) |  | Anst Gaswerk                                                         | Anst Gaswerk                                                         |
| Dienststation / Betriebs- oder Güterbahnhof (Strecke außer Betrieb) |  | Óbuda-Gázgyár                                                        | Óbuda-Gázgyár                                                        |
| Strecke von rechts |  | von Szentendre                                                       | von Szentendre                                                       |
| Strecke · Strecke nach links und nach rechts · Strecke unter Wasserlauf Anfang Hochstrecke, Ende Hochstrecke und quer (Strecke außer Betrieb) |  | K-híd (98 m), Donau; Anst Werft                                      | K-híd (98 m), Donau; Anst Werft                                      |
| Abzweig ehemals geradeaus und nach links · Haltepunkt / Haltestelle quer · Abzweig ehemals geradeaus und von rechts |  | Filatorigát; Neutrassierung 1978                                     | Filatorigát; Neutrassierung 1978                                     |
| Abzweig geradeaus und nach links (Strecke außer Betrieb) · Dienststation / Betriebs- oder Güterbahnhof quer (Strecke außer Betrieb) · Abzweig geradeaus und ehemals von rechts |  | Filatorigát (Reiseverkehr bis 1978)                                  | Filatorigát (Reiseverkehr bis 1978)                                  |
| ehemalige Blockstelle |  | Óbuda elágazás (Abzw)                                                | Óbuda elágazás (Abzw)                                                |
| |  |                                                                      |                                                                      |
| |  |                                                                      |                                                                      |
| U-Bahn-Abzweig quer und ehemals nach links · U-Bahn-Kreuzung mit Eisenbahn Anfang Hochstrecke und quer |  | Behelfsstrecke nach Angyalföld über Sztálin híd (Straßenbahnstrecke) | Behelfsstrecke nach Angyalföld über Sztálin híd (Straßenbahnstrecke) |
| |  |                                                                      |                                                                      |
| |  |                                                                      |                                                                      |
| ehemaliger Bahnhof |  | Budapest-Császárfürdő                                                | Budapest-Császárfürdő                                                |
| Blockstelle |  | Komjádi elágazás (Abzw)                                              | Komjádi elágazás (Abzw)                                              |
| Strecke von links (im Tunnel) · Abzweig ehemals geradeaus, nach links und nach rechts · Kopfbahnhof Streckenende und quer |  | M. híd felszín; Neutrassierung 1972                                  | M. híd felszín; Neutrassierung 1972                                  |
| Haltepunkt / Haltestelle (im Tunnel) · Bahnhof (Strecke außer Betrieb) |  | Margit híd                                                           | Margit híd                                                           |
| Kreuzung mit oberirdischer Strecke (im Tunnel) · Kreuzung mit U-Bahn Anfang Hochstrecke und quer |  | Margit híd (Straßenbahnstrecke)                                      | Margit híd (Straßenbahnstrecke)                                      |
| Strecke nach links (im Tunnel) · Kreuzung mit Tunnelstrecke (Strecke geradeaus außer Betrieb) |  | nach Batthyány tér                                                   | nach Batthyány tér                                                   |
| Bahnhof (Strecke außer Betrieb) |  | Buda Pálffy tér                                                      | Buda Pálffy tér                                                      |
| Abzweig mit U-Bahn geradeaus, nach links und von links (Strecke außer Betrieb) |  | Straßenbahn Richtung Batthyány tér                                   | Straßenbahn Richtung Batthyány tér                                   |
| Grenze mit U-Bahn (Strecke außer Betrieb) |  | Übergang auf Straßenbahnnetz                                         | Übergang auf Straßenbahnnetz                                         |
| U-Bahn-Abzweig ehemals geradeaus, ehemals nach rechts und von rechts |  | Straßenbahn Richtung Margit híd                                      | Straßenbahn Richtung Margit híd                                      |
| |  |                                                                      |                                                                      |
| U-Bahn-Abzweig geradeaus und ehemals nach rechts |  | Anst Ganz Elektrizitätswerk                                          | Anst Ganz Elektrizitätswerk                                          |
| |  |                                                                      |                                                                      |
| U-Bahn-Bahnhof |  | Széll Kálmán tér                                                     | Széll Kálmán tér                                                     |
| Kopfbahnhof Streckenanfang |  | Budapest-Déli                                                        | Budapest-Déli                                                        |
| U-Bahn-Abzweig nach links und nach rechts · Abzweig mit U-Bahn geradeaus und von rechts |  | Straßenbahn Richtung Farkasrét                                       | Straßenbahn Richtung Farkasrét                                       |
| Strecke |  | nach Budapest-Kelenföld (–Pragersko)                                 | nach Budapest-Kelenföld (–Pragersko)                                 |
| |  |                                                                      |                                                                      |
| Quellen: Haltepunkte der HÉV sowie Haltestellen und Abzweige der Straßenbahnen sind nicht dargestellt. |  |                                                                      |                                                                      |

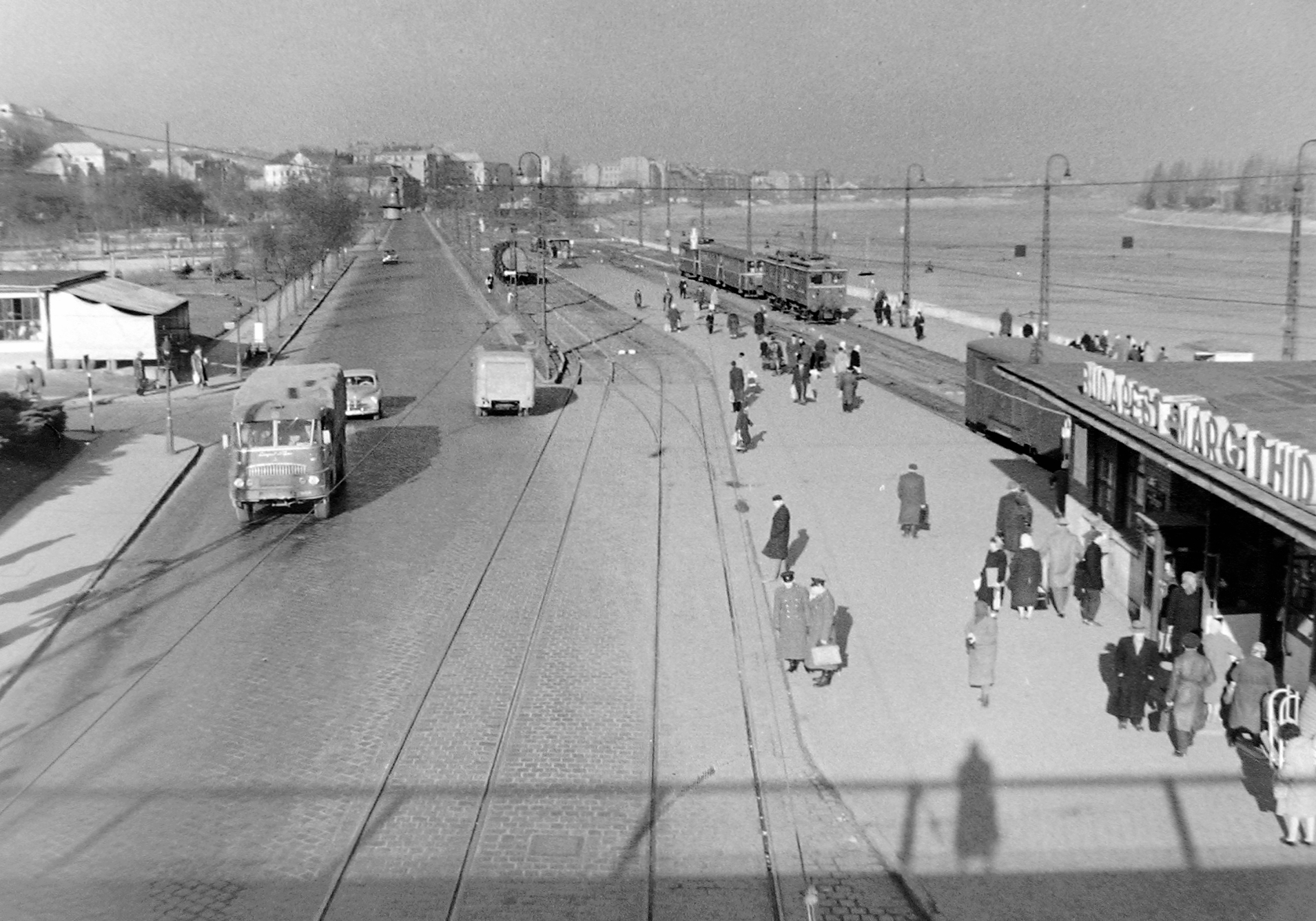
Bahnhof Margit híd, mittig die Gleise der Körvasút Richtung Déli pályaudvar, 1962.

1892 wurde auf der rechten Seite der Donau zwischen dem Bahnhof Budapest-Déli pályaudvar und der Brennerei Grünwald és Társa Szeszgyár eine Bahnstrecke für den Güterverkehr fertiggestellt. Diese Brennerei befand sich nur wenige hundert Meter vom Endbahnhof Filatorigát (damals Ó-Buda Filatorigát) der bereits 1888 eröffneten, 16 Kilometer langen Lokalbahn („helyiérdekű vasút“, kurz „HÉV“) von Szentendre entfernt. Zwischen Filatorigát und der unweit verlaufenden Güterstrecke wurde daraufhin eine Verbindung geschaffen, sodass die Dampfzüge der HÉV ab 1895 unter Benutzung der Güterstrecke bis zum Pálffy tér (heute Bem József tér) in Buda verlängert werden konnten. Die Kilometrierung verlief dabei von Filatorigát in Richtung Széll Kálmán tér.
Gleichzeitig wurde von Norden her eine Verbindung von der sich im Bau befindenden Bahnstrecke Angyalföld–Esztergom-Kertváros trassiert. Diese Strecke begann in Óbuda und verlief zunächst parallel zur Bahnstrecke Angyalföld–Esztergom, ehe sie nach rechts abbog und kurz darauf an der Abzweigstelle Gázgyári elágazás auf die Verbindungskurve von Körvasút elágazás traf, die auch eine Befahrung aus Richtung Angyalföld und damit von der Ringbahn am linken Donauufer ermöglichte. An dieser Verbindungskurve befand sich auch ein Schrankenposten. An der Abzweigstelle Óbuda elágazás mündete sie in die bereits bestehende Strecke. Mit Erbauung des Gaswerkes von Óbuda Anfang des 20. Jahrhunderts wurde der Güterbahnhof Óbuda-Gázgyár eingerichtet und die Strecke ab Gázgyári elágazás bis dorthin zweigleisig ausgebaut.
Auf dem Streckenabschnitt Óbuda elágazás–Pálffy tér wurde zusätzlich der heute nicht mehr existierende Bahnhof Buda-Császárfürdő (später Budapest-Császárfürdő) in Betrieb genommen. Bis zur Eröffnung der Újpesti vasúti híd über die Donau endeten hier auch die Reisezüge aus Esztergom; ebenso, als die Brücke infolge von Kriegsschäden von 1944 bis 1955 nicht befahrbar war. Um 1914 wurde die Strecke der HÉV sowie der von ihr befahrene Streckenabschnitt der Körvasút bis zum Pálffy tér zweigleisig ausgebaut und mit 1000 Volt Gleichstrom elektrifiziert.
1937 wurde der Endbahnhof der HÉV mit dem Bahnhof Margit híd auf die nördliche Seite der Margaretenbrücke (Margit híd) verlegt. Die weiter in Richtung Pálffy tér führenden Gleise blieben jedoch für den Güterverkehr erhalten. Die Strecke der Körvasút zweigte an diesem Platz in einem Gleisdreieck nach rechts ab führte durch die Bem József utca, wo der Übergang auf das Straßenbahnnetz der Margit körút erfolgte. Diese Verbindung wurde aber stets nur im Güterverkehr genutzt. Die Strecke verlief weiter über die mit der Straßenbahn gemeinsam genutzten Gleise durch die Margit körút, über den Széll Kálmán tér (von 1951 bis 2011 Moszkva tér) und durch die Krisztina körút bis zum Verbindungsgleis zum Postbahnhof des Bahnhofes Budapest-Déli in der Alkotás utca.
Da das Gaswerk von Budapest-Déli aus mit Kohle versorgt wurde, erfolgte 1947 die Elektrifizierung des Abschnittes Óbuda elágazás–Óbuda-Gázgyár sowie der Gleisanlagen der Brennerei, sodass die Züge mit den elektrischen Lokomotiven der Budapesti Helyiérdekű Vasút (BHÉV) bis in die Werke fahren konnten; Ende der 1950er Jahre wurden die Oberleitungsanlagen jedoch wieder zurückgebaut. 1955 wurde südlich von Óbuda-Gázgyár die sogenannte „K-híd“ („K-Brücke“) über einen Nebenarm der Donau errichtet, um einen direkten Gleisanschluss zur Werft auf der Óbudai-sziget (deutsch Alt-Ofener Donauinsel) herzustellen. Dazu holte das Anschlussgleis nach rechts aus und kreuzte dann kurz vor der Brücke die Strecke.
Zwischen 1970 und 1972 wurde die HÉV bis zum Batthyány tér unterirdisch verlängert. An Stelle des Bahnhofes Margit híd wurde die Rampe für den neuen Tunnel errichtet. Im Zuge dieser Neutrassierung wurde das Gleis der Körvasút gekappt, später wurden auch die Reste in der Bem József utca entfernt. Während dieser Zeit diente Császárfürdő als Endbahnhof der HÉV-Züge.
1978 wurde die Strecke bei Filatorigát neu trassiert. Dabei wurde die Verbindung zwischen Filatorigát und der Körvasút überbaut und auf der neuen Streckenführung auch keine Verbindung aus Richtung Óbuda-Gázgyár mehr eingebaut. Der Reiseverkehr wurde auf den neuen Haltepunkt Filatorigát verlegt, der alte Bahnhof diente noch einige Jahre lang als Güterbahnhof, jedoch lediglich mit Anschluss aus Richtung Szentendre. Obwohl die Strecke nun sowohl im Norden als auch im Süden von der ursprünglichen Güterstrecke getrennt war, gab es noch über ein Verbindungsgleis von der HÉV-Abzweigstelle Aquincum elágazás, nördlich von Filatorigát, zum Bahnhof Óbuda die Möglichkeit, auf der Strecke der HÉV Güterverkehr durchzuführen. Dieser wurde 1997 eingestellt.
1984 schloss das für den Schienengüterverkehr wichtige Gaswerk in Óbuda, sodass in Óbuda-Gázgyár ein Großteil der Bahnhofsgleise demontiert wurde. Schon zuvor war etwa 1975 die Verbindungskurve Körvasút elágazás–Gázgyári elágazás außer Betrieb genommen worden; bis etwa 1989 wurde von Óbuda aus noch das Anschlussgleis für die Werft auf der Óbudai-sziget betrieben. Als letzter Güterverkehr auf der rechtsufrigen Ringbahn wurde bis 1996 ein Elektrizitätswerk von Ganz in der Kisrókus utca von Budapest-Déli aus bedient. 2001 wurden sämtliche Gleisanlagen zwischen Óbuda und Óbuda-Gázgyár demontiert, einzig das Empfangsgebäude von Óbuda-Gázgyár sowie das Gleis auf der K-híd sind erhalten.
Als 2008 und 2009 die Újpesti vasúti híd erneuert wurde, endeten die Reisezüge der MÁV aus Esztergom an der Margaretenbrücke, allerdings am Margit híd felszín genannten Bahnsteig neben der Tunneleinfahrt. Dieser Bahnhof ist über die Abzweigstelle Komjádi elágazás mit der Strecke verbunden; beide Betriebsstellen wurden bereits bei der Neutrassierung Anfang der 1970er Jahre als oberirdische Ausweichmöglichkeit eingerichtet.

## Linksufrige Ringbahn
Beim Begriff der linksufrigen Ringbahn („bal parti körvasút“) ist im Wesentlichen die Bahnstrecke Kőbánya felső–Budapest-Vizafogó gemeint. Jedoch werden auch die die Innenstadt umschließenden Abschnitte der Bahnstrecken Budapest-Nyugati–Szolnok und Budapest-Keleti–Hegyeshalom zur Ringbahn gezählt, weshalb nach der äußeren, inneren und südlichen Ringbahn unterteilt wird.

### Äußere Ringbahn
| Strecke                                                               |             | Budapest-Keleti                                                                    | Budapest-Keleti                                                                    |
| Abzweig geradeaus und von rechts                                      |             | von Ferencváros                                                                    | von Ferencváros                                                                    |
| Abzweig geradeaus und von links                                       |             | von Kőbánya-Teher                                                                  | von Kőbánya-Teher                                                                  |
| Bahnhof                                                               | 0,00        | Kőbánya felső                                                                      | Kőbánya felső                                                                      |
| Abzweig geradeaus und nach links                                      |             | nach Salgótarján                                                                   | nach Salgótarján                                                                   |
| Kreuzung geradeaus unten                                              |             | Salgótarján–Budapest-Keleti                                                        | Salgótarján–Budapest-Keleti                                                        |
| Blockstelle                                                           | 1,80        | Kőbánya kiágazás (Abzw)                                                            | Kőbánya kiágazás (Abzw)                                                            |
| Abzweig geradeaus, nach rechts und von rechts                         |             | nach und von Rákos                                                                 | nach und von Rákos                                                                 |
| Blockstelle                                                           | 2,30        | Rákos elágazás (Abzw)                                                              | Rákos elágazás (Abzw)                                                              |
| ehemaliger Haltepunkt / Haltestelle                                   |             | Rákosfalva (geplant)                                                               | Rákosfalva (geplant)                                                               |
| Kreuzung geradeaus oben                                               |             | / Gödöllő–Örs vezér tere                                                           | / Gödöllő–Örs vezér tere                                                           |
| ehemaliger Haltepunkt / Haltestelle                                   | 3,90        | Budapest-Sashalom (bis etwa 1949)                                                  | Budapest-Sashalom (bis etwa 1949)                                                  |
| Dienststation / Betriebs- oder Güterbahnhof                           | 5,30        | Rákosszentmihály (Pv bis 1949)                                                     | Rákosszentmihály (Pv bis 1949)                                                     |
| Haltepunkt / Haltestelle                                              | 7,20        | Újpalota (seit 2020)                                                               | Újpalota (seit 2020)                                                               |
| ehemaliger Haltepunkt / Haltestelle                                   | 7,40        | Pestújhely (bis 1949)                                                              | Pestújhely (bis 1949)                                                              |
| Abzweig geradeaus und ehemals von links                               |             | Anst Zsolnay Porzellanmanufaktur                                                   | Anst Zsolnay Porzellanmanufaktur                                                   |
| ehemaliger Haltepunkt / Haltestelle                                   |             | Pestújhely (geplant)                                                               | Pestújhely (geplant)                                                               |
| Blockstelle                                                           | 8,60        | Angyalföld elágazás (Abzw)                                                         | Angyalföld elágazás (Abzw)                                                         |
| Abzweig geradeaus und nach links                                      |             | nach Rákosrendező                                                                  | nach Rákosrendező                                                                  |
| Abzweig geradeaus und nach rechts                                     |             | nach Rákospalota-Újpest                                                            | nach Rákospalota-Újpest                                                            |
| Kreuzung Anfang Hochstrecke                                           |             | Rákosrendező elágazás–Rákosrendező                                                 | Rákosrendező elágazás–Rákosrendező                                                 |
| Kreuzung                                                              |             | Bratislava hl.st.–Budapest-Nyugati (Marcheggi híd)                                 | Bratislava hl.st.–Budapest-Nyugati (Marcheggi híd)                                 |
| Kreuzung Ende Hochstrecke                                             |             | Anschlussgleis Umspannwerk Istvántelek                                             | Anschlussgleis Umspannwerk Istvántelek                                             |
| Kreuzung geradeaus oben                                               |             | Anschlussgleis Istvántelki Főműhely                                                | Anschlussgleis Istvántelki Főműhely                                                |
| Kreuzung geradeaus oben (Querstrecke außer Betrieb)                   |             | Rákospalota-Újpest–Angyalföld                                                      | Rákospalota-Újpest–Angyalföld                                                      |
| Abzweig geradeaus und von links                                       |             | von Budapest-Nyugati und Rákospalota-Újpest                                        | von Budapest-Nyugati und Rákospalota-Újpest                                        |
| Bahnhof                                                               | 10,70       | Angyalföld                                                                         | Angyalföld                                                                         |
| Abzweig ehemals geradeaus und nach rechts                             |             | nach Körvasút elágazás (–Esztergom-Kertváros)                                      | nach Körvasút elágazás (–Esztergom-Kertváros)                                      |
| Brücke (Strecke außer Betrieb)                                        |             | Váci út                                                                            | Váci út                                                                            |
|                                                                       |             |                                                                                    |                                                                                    |
| Kreuzung mit U-Bahn geradeaus unten (Strecke geradeaus außer Betrieb) |             | Behelfsstrecke nach Óbuda über Sztálin híd (ab 1956 Árpád híd; Straßenbahnstrecke) | Behelfsstrecke nach Óbuda über Sztálin híd (ab 1956 Árpád híd; Straßenbahnstrecke) |
|                                                                       |             |                                                                                    |                                                                                    |
| Dienststation / Betriebs- oder Güterbahnhof (Strecke außer Betrieb)   | ≈ 14,70     | Budapest-Vizafogó                                                                  | Budapest-Vizafogó                                                                  |
| Kilometer-Wechsel (Strecke außer Betrieb)                             | 15,4690,000 | Beginn Schleppgleis                                                                | Beginn Schleppgleis                                                                |
|                                                                       | 1,730       | Márko utca                                                                         | Márko utca                                                                         |

| Strecke                           |     | von Kőbánya felső            | von Kőbánya felső            |
| Blockstelle                       | 0,0 | Angyalföld elágazás (Abzw)   | Angyalföld elágazás (Abzw)   |
| Abzweig geradeaus und nach links  |     | nach Rákosrendező            | nach Rákosrendező            |
| Abzweig geradeaus und nach links  |     | nach Budapest-Vizafogó       | nach Budapest-Vizafogó       |
| Abzweig geradeaus und von links   |     | von Rákosrendező             | von Rákosrendező             |
| Blockstelle                       | 1,0 | Rákosrendező elágazás (Abzw) | Rákosrendező elágazás (Abzw) |
| Abzweig geradeaus und von links   |     | von Budapest-Nyugati         | von Budapest-Nyugati         |
| Bahnhof                           | 3,1 | Rákospalota-Újpest           | Rákospalota-Újpest           |
| Abzweig geradeaus und nach rechts |     | nach Vácrátót                | nach Vácrátót                |
| Strecke                           |     | nach Bratislava hl.st.       | nach Bratislava hl.st.       |

| Strecke                                                        |     | von Salgótarján                            | von Salgótarján                            |
| Abzweig geradeaus und von links                                |     | von Újszász                                | von Újszász                                |
| Bahnhof                                                        | 0,0 | Rákos                                      | Rákos                                      |
| Abzweig geradeaus und nach links                               |     | nach Budapest-Keleti                       | nach Budapest-Keleti                       |
| Abzweig geradeaus, nach links und von links · Blockstelle quer | 1,2 | Kőbánya kiágazás (Abzw); von Kőbánya felső | Kőbánya kiágazás (Abzw); von Kőbánya felső |
| Blockstelle                                                    | 1,2 | Rákos elágazás (Abzw)                      | Rákos elágazás (Abzw)                      |
| Strecke                                                        |     | nach Budapest-Vizafogó                     | nach Budapest-Vizafogó                     |

| Strecke                           |     | von Kőbánya felső                                                                                      | von Kőbánya felső                                                                                      |
| Blockstelle                       | 0,0 | Angyalföld elágazás (Abzw)                                                                             | Angyalföld elágazás (Abzw)                                                                             |
| Abzweig geradeaus und nach rechts |     | nach Budapest-Vizafogó und Rákospalota-Újpest                                                          | nach Budapest-Vizafogó und Rákospalota-Újpest                                                          |
|                                   |     | | |
| Abzweig geradeaus und von rechts  |     | von Rákosrendező elágazás, Bratislava hl.st., Istvántelki Főműhely, Angyalföld und Vasúttörténeti Park | von Rákosrendező elágazás, Bratislava hl.st., Istvántelki Főműhely, Angyalföld und Vasúttörténeti Park |
|                                   |     | | |
| Bahnhof                           | 2,4 | Rákosrendező                                                                                           | Rákosrendező                                                                                           |
| Abzweig geradeaus und nach links  |     | nach Városliget elágazás                                                                               | nach Városliget elágazás                                                                               |
|                                   |     | nach Budapest-Nyugati                                                                                  | |

| Kopfbahnhof Streckenanfang               | 0,0 | Budapest-Nyugati (Streckenbeginn seit April 2017)                                           | Budapest-Nyugati (Streckenbeginn seit April 2017)                                           |
| Abzweig geradeaus und nach rechts        |     | nach Szolnok                                                                                | nach Szolnok                                                                                |
|                                          |     |                                                                                             |                                                                                             |
|                                          |     |                                                                                             |                                                                                             |
|                                          |     | drittes Gleis zur Bahnstrecke Budapest-Nyugati– Bratislava hl.st.                           |                                                                                             |
|                                          |     |                                                                                             |                                                                                             |
|                                          |     |                                                                                             |                                                                                             |
| Abzweig geradeaus und von rechts         |     | von Városliget elágazás                                                                     | von Városliget elágazás                                                                     |
| Bahnhof                                  | 2,9 | Rákosrendező (Streckenbeginn bis April 2017)                                                | Rákosrendező (Streckenbeginn bis April 2017)                                                |
| Abzweig geradeaus und nach links         |     | zum Vasúttörténeti Park (ehem. Hámán Kató Fűtőház)                                          | zum Vasúttörténeti Park (ehem. Hámán Kató Fűtőház)                                          |
|                                          |     |                                                                                             |                                                                                             |
| Abzweig geradeaus und nach rechts        |     | nach Istvántelki Főműhely, Bratislava hl.st., Rákosrendező elágazás und Angyalföld elágazás | nach Istvántelki Főműhely, Bratislava hl.st., Rákosrendező elágazás und Angyalföld elágazás |
|                                          |     |                                                                                             |                                                                                             |
| Abzweig geradeaus und ehemals nach links |     | zum Hámán Kató Fűtőház                                                                      | zum Hámán Kató Fűtőház                                                                      |
| Haltepunkt / Haltestelle                 | 5,3 | Vasútmúzeum                                                                                 | Vasútmúzeum                                                                                 |
| Abzweig geradeaus und von rechts         |     | von Kőbánya felső                                                                           | von Kőbánya felső                                                                           |
| Bahnhof                                  | 6,2 | Angyalföld                                                                                  | Angyalföld                                                                                  |
| Abzweig geradeaus und ehemals nach links |     | nach Budapest-Vizafogó                                                                      | nach Budapest-Vizafogó                                                                      |
| Strecke                                  |     | nach Esztergom-Kertváros                                                                    | nach Esztergom-Kertváros                                                                    |

Der als äußere Ringbahn („külső körvasút“) bezeichnete Abschnitt besteht aus der Bahnstrecke Kőbánya felső–Budapest-Vizafogó, der Verbindungsbahn Angyalföld elágazás–Rákospalota-Újpest sowie aus den Verbindungskurven Rákos–Kőbánya kiágazás, Rákos–Rákos elágazás, Angyalföld elágazás–Rákosrendező und Rákosrendező–Angyalföld.
Vorgeschichte und Bau
Mit dem Anschluss von Budapest an das Eisenbahnnetz und dem Bau der Bahnhöfe wurden auch Strecken notwendig, die die Kopfbahnhöfe der Stadt umgingen beziehungsweise miteinander verbanden. Dem Bau einer solchen Verbindungsstrecke wurde am 19. Dezember 1888 die Genehmigung erteilt. Für die Trassierung der insgesamt etwa 18 Kilometer langen Strecke und deren Verbindungskurven erwarb die MÁV 228 Grundstücke, sodass sich die Gesamtkosten für Planung und Bau auf eineinhalb Millionen Forint beliefen. Die Arbeiten schritten rasch voran; bereits am 26. September 1889 fand die Abnahme der neuen Strecke Kőbánya felső–Budapest-Lipótváros (später Budapest-Vizafogó) statt und vier Tage später befuhr sie der erste Zug. Noch im selben Jahr wurden auch die Verbindungskurven Rákosrendező–Angyalföld für Züge aus Richtung Kőbánya alsó sowie Rákos–Rákos elágazás für Züge aus Richtung Hatvan und Újszász erbaut. 1892 folgten die Verbindungsbahn Angyalföld elágazás–Rákospalota-Újpest und die Verbindungskurve Angyalföld elágazás–Rákosrendező sowie 1893 die als „unteres Verbindungsgleis“ („alsó csatlakozó vágánya“) bezeichnete Verbindungskurve Rákos–Kőbánya kiágazás. Der zweigleisige Ausbau der linksufrigen Ringbahn dauerte bis etwa 1914 an.
Reiseverkehr
Der Reiseverkehr spielte auf der äußeren Ringbahn jahrzehntelang keine Rolle. Vor dem Ersten Weltkrieg wurde die Strecke lediglich durch den Orient-Express von Wien nach Rumänien sowie von Zügen der Königsfamilie von Wien nach Gödöllő anstelle des alten Laufweges über Zugló und die „Königsgleis“ („királyvágány“) genannte Verbindungskurve nach Kőbánya felső befahren. Erst 1928 wurden Personenzüge auf Drängen der an der Bahnstrecke anliegenden Gemeinden eingeführt. Zunächst verkehrten diese lediglich zwischen Rákosrendező und Kőbánya felső mit direktem Anschluss an Züge nach Keleti pályaudvar beziehungsweise Nyugati pályaudvar, nach einer Erweiterung der Kopfbahnhöfe direkt von Nyugati pályaudvar über Rákosszentmihály nach Kőbánya felső respektive weiter nach Józsefvárosi pályaudvar. Obwohl in den Vororten entlang der Ringbahn viele Eisenbahner wohnten, waren die Züge schlecht ausgelastet, sodass der Fahrplan in den 1930er Jahren ausgedünnt wurde. Während es 1932 noch elf Zugpaare waren, sah der Fahrplan von 1944 nur noch fünf Zugpaare vor, ehe das Angebot nach dem Zweiten Weltkrieg im Jahre 1949 gänzlich eingestellt wurde. In den folgenden Jahrzehnten befuhren für gewöhnlich nur Reisezüge nach Keleti pályaudvar aus Richtung Szob ohne Halt die Strecke. Erst durch neue Verkehrskonzepte in den Jahren 2008 und 2015, welche eine Verlängerung der bisherigen S-Bahn-Linie S72 Piliscsaba–Angyalföld nach Rákos vorsahen, rückte die äußere Ringbahn wieder in den Vordergrund als eine die Budapester Kopfbahnhöfe umgehende Verbindung für Reisezüge. Die Wiederaufnahme des Reiseverkehrs sowie die Inbetriebnahme des ersten von drei neuen Haltepunkten geschah am 25. Oktober 2020. Die Linie S76 verkehrt seitdem an Wochentagen halbstündlich zwischen Rákos und Piliscsaba sowie an Wochenenden stündlich zwischen Rákos und Óbuda. Basierend auf den gewonnenen Erfahrungen mit der neuen Linie soll über die weitere Entwicklung entschieden werden.
Bahnstrecke Kőbánya felső–Budapest-Vizafogó
Die Bahnstrecke Kőbánya felső–Budapest-Vizafogó ist zwischen Kőbánya felső und Angyalföld elágazás zweigleisig sowie bis Angyalföld elektrifiziert und besitzt die Streckennummer 1AK. Sie beginnt im Bahnhof Kőbánya felső, wo sie sich von der Bahnstrecke Budapest-Keleti–Salgótarján trennt, welche weiter in Richtung Rákos und Hatvan verläuft. Diese wird daraufhin nochmals unterquert, ehe an den Abzweigstellen Kőbánya kiágazás und Rákos elágazás zwei Verbindungskurven aus Rákos einmünden. Einen Kilometer weiter wird die Strecke der HÉV-Linien H8 nach Gödöllő und H9 nach Csömör überquert; an dieser Stelle ist die Einrichtung eines Haltepunktes in Planung. Etwa bei Streckenkilometer 3,9 befand sich der am 6. Oktober 1929 eröffnete und nach dem Zweiten Weltkrieg wieder geschlossene Haltepunkt Budapest-Sashalom. Dieser besaß zwei Außenbahnsteige sowie ein heute noch erhaltenes Bahnwärterhaus, von welchem aus auch die Schranken eines nahen Bahnüberganges bedient wurden. Die folgende Betriebsstelle ist der heute nur noch betrieblichen Aufgaben dienende Bahnhof Rákosszentmihály. Das Empfangsgebäude ist erhalten, der Güterschuppen fiel im Sommer 2012 einem Brand zum Opfer.

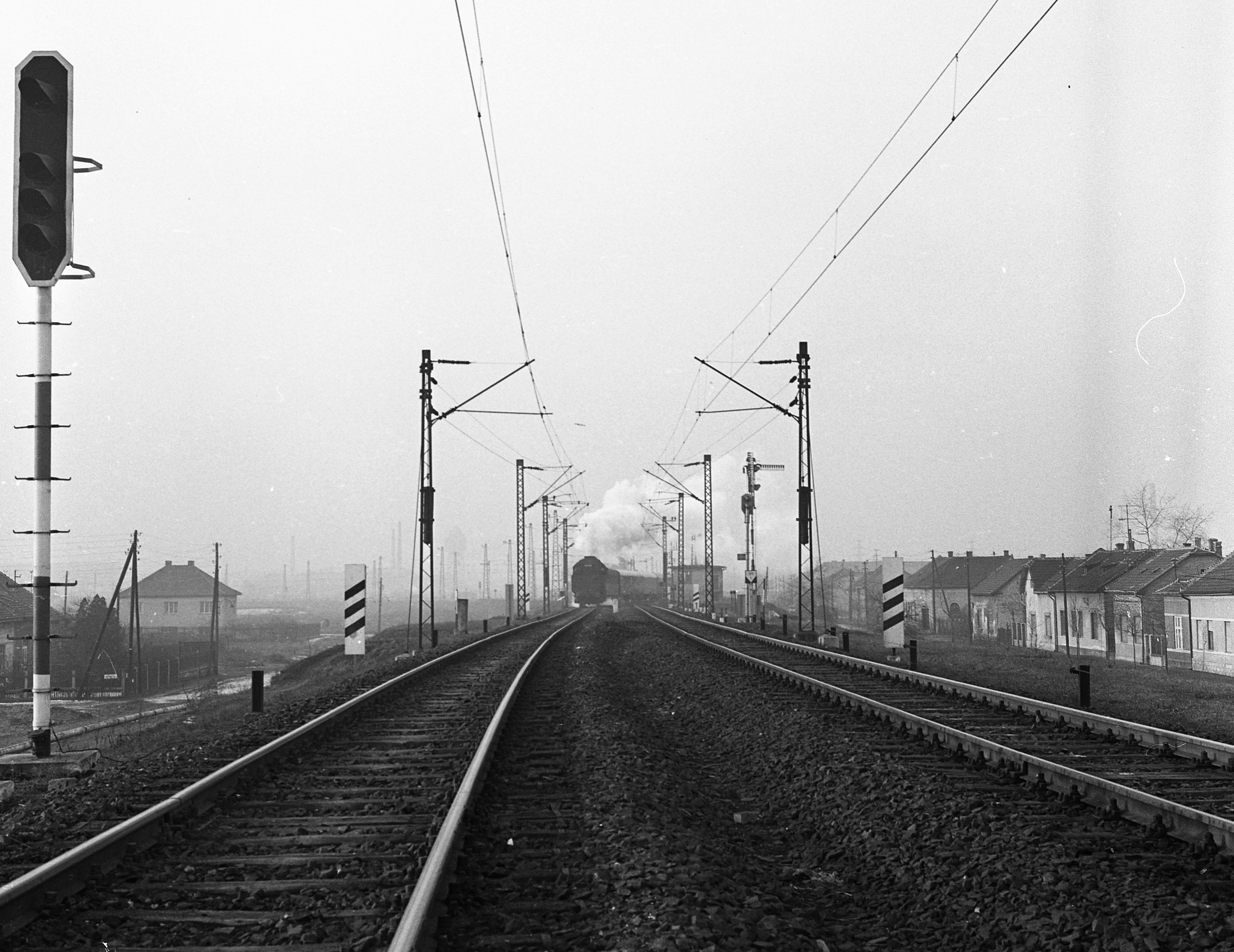
Abzweigstelle Angyalföld elágazás, 1968.

Zwei Streckenkilometer weiter wurde 2020 der neue Haltepunkt Újpalota errichtet, welcher noch im selben Jahr eröffnet wurde. Nur wenige Meter entfernt war bis 1949 bereits der Haltepunkt Pestújhely in Betrieb, welcher am 22. Oktober 1928 für den Verkehr freigegeben wurde. An diesem befand sich zugleich eine Anschlussstelle für die nahe Zsolnay Porzellanmanufaktur. Die Anschlussgleise sind heute abgebaut, das Empfangsgebäude des Haltepunktes wurde um 1990 abgerissen. Zwischen dem alten Haltepunkt Pestújhely und der Abzweigstelle Angyalföld elágazás (zeitweise Magdolnavárosi elágazás), an der die zweigleisige Verbindungskurve nach Rákosrendező sowie die Strecke nach Rákospalota-Újpest abzweigen, soll ebenfalls ein neuer Haltepunkt mit dem Namen Pestújhely eingerichtet werden.
Durch den Rückgang des Schienengüterverkehrs auf der Bahnstrecke Angyalföld–Esztergom-Kertváros war der weitere Verlauf der Strecke über die Marcheggi híd, welche die Strecken Rákosrendező–Rákosrendező elágazás und Budapest-Nyugati–Bratislava hl.st. sowie ein Anschlussgleis überspannt, nach Angyalföld beinahe bedeutungslos geworden. Erst aufgrund des geplanten S-Bahn-Verkehrs über die äußere Ringbahn wurde der Oberbau zwischen Angyalföld elágazás und Angyalföld von Anfang September bis Anfang Dezember 2015 erneuert und dieser Abschnitt anschließend, einhergehend mit dem Ausbau der Strecke nach Esztergom, elektrifiziert.
Hinter dem Bahnhof Angyalföld verlief die Strecke weiter zum Güterbahnhof Budapest-Lipótváros. Auf diesem Abschnitt befanden sich eine Vielzahl von Gleisanschlüssen, in der Anfangszeit der Strecke insbesondere zu Dampfmühlen. Im Jahr 1890 erreichte die Strecke ihre südlichste Ausdehnung, als das Ausziehgleis des Bahnhofes Budapest-Lipótváros als Schleppgleis bis an die Márko utca verlängert wurde und damit nur zwei Häuserblöcke vom Parlamentsgebäude entfernt endete. Jedoch fiel das Güteraufkommen geringer aus als erwartet und so wurde die Strecke bereits acht Jahre später wieder um drei Straßen verkürzt. Bis 1921 wurden ein Großteil der Fabriken südlich des Güterbahnhofes stillgelegt und das Schleppgleis weiter verkürzt. Auf den ehemaligen Fabrikgeländen wurden neue Wohnhäuser errichtet. Nördlich des Güterbahnhofes entstand dafür um die Váci út ein Industriegebiet, welches sogar den Ausbau des Bahnhofes Budapest-Lipótváros erforderte. Die Anzahl und Lage der Anschlussgleise änderte sich im Laufe der Jahre je nach Situation der angeschlossenen Betriebe; die Länge des Schleppgleises nahm bis zum Zweiten Weltkrieg jedoch nicht weiter ab. Ende der 1930er Jahre wurde der Güterbahnhof in Szentistvánváros umbenannt, während Angyalföld fortan Budapest-Magdolnaváros hieß. 1954 erfolgte die Rückbenennung in Angyalföld sowie etwa zur gleichen Zeit die erneute Umbenennung des Güterbahnhofes in Budapest-Vizafogó.
Als Behelfsstrecke für die im Zweiten Krieg zerstörte Újpesti vasúti híd wurde 1950 eine Anbindung vom HÉV-Bahnhof Filatorigát zur Straßenbahnstrecke auf der neuen Sztálin híd geschaffen. Diese Behelfsstrecke mündete kurz vor dem Bahnhof Budapest-Vizafogó über eine elektrifizierte Rampe von der Brücke in die äußere Ringbahn ein und führte bis zum Wiederaufbau der Újpesti vasúti híd im Jahre 1955 zu einem erheblichen Anstieg des ohnehin starken Verkehrs auf diesem Abschnitt. Über die Brücke wurden die Güterzüge dabei von elektrischen BHÉV-Lokomotiven der Gattung L III befördert. Das Gleis der Auffahrt zur Brücke existierte bis in die 1970er Jahre, der Anschluss an das Straßenbahnnetz wurde aber bereits Ende der 1960er Jahre zurückgebaut. Ende der 1950er Jahre übertraf der Güterumschlag des Bahnhofes Vizafogó mit fünfzigtausend Güterwagen pro Jahr die Höchstzahlen der Vorkriegszeit. Als Rangierlokomotiven waren in dieser Zeit zwei Diesellokomotiven der Baureihe M31 sowie bis 1961 eine Dampflokomotive der Baureihe 370 stationiert.

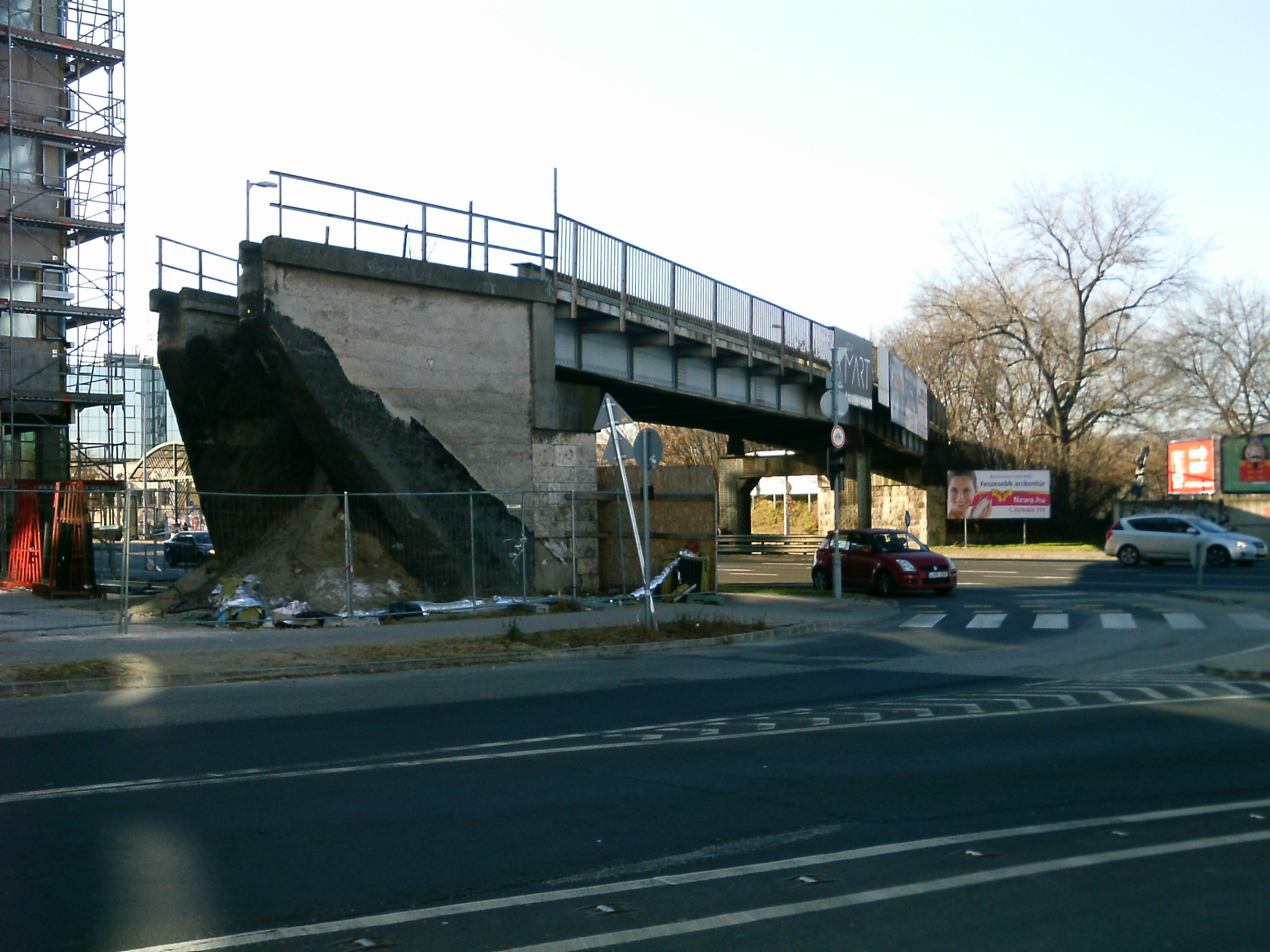
Eisenbahnbrücke über die Váci út, 2016.

Mit dem Bau neuer Wohngebiete rund um den Güterbahnhof begann allmählich dessen Niedergang sowie der der zugehörigen Industrieanschlüsse, welche in jener Zeit noch zahlreich vorhanden waren und in mehreren Straßen die Straßenbahn kreuzten. Neben der Verbindung von der Árpád híd war auch in der Dráva utca der Übergang vom Straßenbahn- auf das Industriegleisnetz möglich. Anfang der 1970er Jahre wurde südlich der Árpád híd das Wohngebiet Újlipótváros angesiedelt, sodass die dort verbliebenen Fabriken geschlossen werden mussten. 1976 wurde das Industriegleis bis an die Dráva utca verkürzt. Zwar herrschte nördlich der Árpád híd noch ein reges Industriegeschehen, dennoch ging der Eisenbahnverkehr in Lipótváros immer weiter zurück. Die ungenutzten Bahnhofsgleise wurden in den 1970er Jahren zur Abstellung ausgemusterter Dampflokomotiven genutzt, in den 1980er Jahren für auszubessernde Wagen. Einige der nicht zerlegten Dampflokomotiven befinden sich heute im Vasúttörténeti Park. Anfang der 1980er Jahre wurde in unmittelbarer Nähe des Güterbahnhofes das Wohngebiet Vizafogó erbaut, sodass auch einige Bahnhofsgleise diesem weichen mussten. Bei der zur gleichen Zeit erfolgten Erweiterung der Árpád híd wurde trotz des auf ein Minimum zurückgegangenen Verkehrs die Anbindung zum Güterbahnhof erhalten. Bis 1987 wurden von Vizafogó aus noch einige wenige Betriebe bedient, ehe der Bahnhof stillgelegt und von dem neuen Wohngebiet gänzlich überbaut wurde. Die Strecke wurde bis an die nördliche Seite der Árpád híd verkürzt. Bis Mitte der 1990er Jahre fand auf diesem Streckenabschnitt noch Güterverkehr zu verschiedenen Betrieben statt, wozu auch ein Ausweichgleis nach Stilllegung des Bahnhofes Vizafogó gebaut wurde. Die letzten Verkehre wurden im Jahr 2001 durchgeführt. Zwischen 2003 und 2006 erfolgte der Abbau der verbliebenen Strecke. Neben dem heute sanierten Empfangsgebäude des Bahnhofes Budapest-Vizafogó blieb auch die Eisenbahnüberführung über die Váci út bis in die Gegenwart erhalten.
Verbindungskurven der äußeren Ringbahn
Sämtliche Verbindungsbahnen und -kurven der äußeren Ringbahn sind heute elektrifiziert und mit Ausnahme der Verbindungsbahn Angyalföld elágazás–Rákospalota-Újpest zweigleisig. Bei der Elektrifizierung der Bahnstrecke nach Esztergom wurde im Frühjahr 2017 der Radius des Gleisbogens zwischen Rákosrendező und Angyalföld verändert und die Bahnsteige des ein wenig verlegten Haltepunktes Vasútmúzeum, von welchem der Zugang zum Vasúttörténeti Park möglich ist, erneuert. Dabei wurde die Kilometrierung der Verbindungskurve Rákosrendező–Angyalföld angepasst und bezieht seither das dritte Gleis zur Bahnstrecke Budapest-Nyugati–Bratislava hl.st. zwischen Budapest-Nyugati und Rákosrendező mit ein. Ein weiteres drittes Gleis zu dieser Bahnstrecke gibt es für Güterzüge in Richtung Rákospalota-Újpest und Szob auch zwischen Rákosrendező und Rákosrendező elágazás.

### Innere Ringbahn
| \| \| \| von Budapest-Nyugati \| \| \| \| \| von Rákosrendező \| \| \| \| \| Linie M1 (seit 1973) \| \| \| \| 3,4 \| Városliget elágazás (Abzw, Pv bis 1940) \| Városliget elágazás (Abzw, Pv bis 1940) \| \| \| 4,1 \| Zugló \| Zugló \| \| \| \| Ferencz József laktanya \| \| \| \| \| Verbindung von Törökőr (HÉV) \| \| \| \| 6,3 \| Kőbánya-Teher (Pv eingestellt) \| Kőbánya-Teher (Pv eingestellt) \| \| \| \| nach Kőbánya felső \| \| \| \| \| Budapest-Keleti–Salgótarján \| \| \| \| \| Budapest-Józsefváros–Kőbánya felső \| \| \| \| \| Ferencváros–Kőbánya felső \| \| \| \| 7,9 \| Kőbánya alsó \| Kőbánya alsó \| \| \| \| von Ferencváros \| \| \| \| \| Kőbánya-Szentlőrinczi átrakodó \| \| \| \| \| von Ferencváros \| \| \| \| 10,6 \| Kőbánya-Kispest \| Kőbánya-Kispest \| \| \| \| nach Lajosmizse \| \| \| \| \| nach Szolnok \| \| |      |                                         |                                         |
| |      | von Budapest-Nyugati                    |                                         |
| Abzweig geradeaus und von links |      | von Rákosrendező                        | von Rákosrendező                        |
| Kreuzung mit U-Bahn mit Tunnelstrecke |      | Linie M1 (seit 1973)                    | Linie M1 (seit 1973)                    |
| Blockstelle | 3,4  | Városliget elágazás (Abzw, Pv bis 1940) | Városliget elágazás (Abzw, Pv bis 1940) |
| Haltepunkt / Haltestelle | 4,1  | Zugló                                   | Zugló                                   |
| ehemaliger Haltepunkt / Haltestelle |      | Ferencz József laktanya                 | Ferencz József laktanya                 |
| Abzweig geradeaus und von links |      | Verbindung von Törökőr (HÉV)            | Verbindung von Törökőr (HÉV)            |
| Dienststation / Betriebs- oder Güterbahnhof | 6,3  | Kőbánya-Teher (Pv eingestellt)          | Kőbánya-Teher (Pv eingestellt)          |
| Abzweig geradeaus und nach links |      | nach Kőbánya felső                      | nach Kőbánya felső                      |
| Kreuzung geradeaus unten |      | Budapest-Keleti–Salgótarján             | Budapest-Keleti–Salgótarján             |
| Kreuzung geradeaus unten |      | Budapest-Józsefváros–Kőbánya felső      | Budapest-Józsefváros–Kőbánya felső      |
| Kreuzung geradeaus unten |      | Ferencváros–Kőbánya felső               | Ferencváros–Kőbánya felső               |
| Haltepunkt / Haltestelle | 7,9  | Kőbánya alsó                            | Kőbánya alsó                            |
| Abzweig geradeaus und ehemals von rechts |      | von Ferencváros                         | von Ferencváros                         |
| ehemaliger Dienststation / Betriebs- oder Güterbahnhof |      | Kőbánya-Szentlőrinczi átrakodó          | Kőbánya-Szentlőrinczi átrakodó          |
| Abzweig geradeaus und von rechts |      | von Ferencváros                         | von Ferencváros                         |
| Bahnhof | 10,6 | Kőbánya-Kispest                         | Kőbánya-Kispest                         |
| Abzweig geradeaus und nach rechts |      | nach Lajosmizse                         | nach Lajosmizse                         |
| |      | nach Szolnok                            |                                         |

Als innere Ringbahn („belső körvasút“) wird der Streckenabschnitt der Bahnstrecke Budapest-Nyugati–Szolnok zwischen der Abzweigstelle Városliget elágazás und dem Bahnhof Kőbánya-Kispest bezeichnet. Er ist wie die Gesamtstrecke zweigleisig, elektrifiziert und trägt die Streckennummer 100. Der Abschnitt befindet sich in den Stadtbezirken Zugló und Kőbánya.
Die Strecke wurde 1847 als eine der ersten Eisenbahnstrecken in Ungarn zwischen Pest und Szolnok eröffnet. Auf der Strecke verkehren heute neben den überwiegend von Budapest-Nyugati nach Monor fahrenden Nahverkehrszügen auch halbstündlich InterCity-Züge in Richtung Cegléd. Durch die hohe Auslastung von etwa 200 Reisezügen am Tag, passieren nur wenige Güterzüge von oder nach Rákosrendező den Streckenabschnitt. Bei Sperrung des Bahnhofes Budapest-Nyugati nutzen die Reisezüge aus Richtung Kőbánya-Kispest die Verbindungskurve von Városliget elágazás nach Rákosrendező und enden dort. Der Ersatzhalt für Fernzüge ist dann der Haltepunkt Zugló.
Weitere Betriebsstellen des Abschnittes sind der Haltepunkt Kőbánya alsó sowie der Güterbahnhof Kőbánya-Teher, welcher bis Anfang der 1940er Jahre als Bahnhof Kőbánya alsó fungierte, ehe der neue Haltepunkt in Betrieb genommen wurde. In südwestlicher Richtung zweigt vom Bahnhof Kőbánya-Teher die 1867 erbaute Verbindungskurve „királyvágány“ („Königsgleis“) nach Kőbánya felső ab. Diese wurde bis 1996 von der Straßenbahnlinie 29 zum Messegelände (Budapesti Nemzetközi Vásár, BNV) höhengleich gequert. Am nördlichen Bahnhofskopf von Kőbánya-Teher besteht an der Kerepesi út eine Verbindung an das Netz der HÉV zum Örs vezér tere sowie zu einem Betriebshof der Metró Budapest. Diese Gleisanlagen der HÉV werden als Bahnhof Törökőr bezeichnet. Auf Höhe des HÉV-Bahnhofes existierte zudem der Haltepunkt Ferencz József laktanya. Des Weiteren besaß die Abzweigstelle Városliget einen Bahnsteig; beide Stationen wurden am 19. Mai 1940 mit Eröffnung des Haltepunktes Zugló (bis 1974 Rákosváros) aufgelassen. Anfang der 1990er Jahre wurde wegen des Besuches von Papst Johannes Paul II. noch einmal ein provisorischer Bahnsteig an der Abzweigstelle Városliget betrieben.
Der Bahnhof Kőbánya-Kispest war anfangs unter dem Namen Kőbánya-Vasgyár utca lediglich ein Haltepunkt an der Strecke nach Szolnok. Mit dem Bau der neuen Verbindungsbahn von Ferencváros im Jahr 1928 wurde die Betriebsstelle zu einem Bahnhof erweitert und im Mai 1929 der Name in Kőbánya-Kispest geändert. Neben Zugló ist auch Kőbánya-Kispest ein InterCity-Halt. 1980 wurde Kőbánya-Kispest zudem die südliche Endstation der Metró-Linie M3.

### Südliche Ringbahn
|                                                     |      | von Budapest-Keleti                       |                                           |
| Abzweig geradeaus und von links                     |      | von Kőbánya-Kispest und Kőbánya felső     | von Kőbánya-Kispest und Kőbánya felső     |
| Abzweig geradeaus und von rechts                    |      | von Budapest-Józsefváros                  | von Budapest-Józsefváros                  |
| Bahnhof                                             | 7,0  | Ferencváros                               | Ferencváros                               |
| Abzweig geradeaus und nach links                    |      | nach Ferencváros Keleti rendező           | nach Ferencváros Keleti rendező           |
| Abzweig geradeaus, nach links und von links         |      | nach und von Ferencváros Nyugati rendező  | nach und von Ferencváros Nyugati rendező  |
| Kreuzung geradeaus oben (Querstrecke außer Betrieb) |      | Marhavásártér–Ferencváros                 | Marhavásártér–Ferencváros                 |
| Abzweig geradeaus und nach links                    |      | nach Subotica                             | nach Subotica                             |
| ehemaliger Haltepunkt / Haltestelle                 |      | Közvágóhíd (geplant)                      | Közvágóhíd (geplant)                      |
| Kreuzung geradeaus oben (Querstrecke außer Betrieb) |      | Budapest-Dunapart–Ferencváros             | Budapest-Dunapart–Ferencváros             |
| Kreuzung geradeaus oben                             |      | Boráros tér–Csepel                        | Boráros tér–Csepel                        |
| Brücke über Wasserlauf                              |      | Összekötő vasúti híd (477 m), Donau       | Összekötő vasúti híd (477 m), Donau       |
| Kreuzung geradeaus oben (Querstrecke außer Betrieb) |      | Schleppbahn Andor utca; strategische Bahn | Schleppbahn Andor utca; strategische Bahn |
| ehemaliger Haltepunkt / Haltestelle                 |      | Nádorkert (geplant)                       | Nádorkert (geplant)                       |
| ehemalige Blockstelle                               |      | Buda elágazás (Abzw)                      | Buda elágazás (Abzw)                      |
| Abzweig geradeaus und ehemals nach rechts           |      | nach Budapest-Déli                        | nach Budapest-Déli                        |
| Kreuzung geradeaus unten                            |      | Budapest-Déli–Pragersko                   | Budapest-Déli–Pragersko                   |
| Abzweig geradeaus und von links                     |      | von Budapest-Déli                         | von Budapest-Déli                         |
| Bahnhof                                             | 12,7 | Budapest-Kelenföld                        | Budapest-Kelenföld                        |
| Abzweig geradeaus und nach links                    |      | nach Pragersko und Szentlőrinc            | nach Pragersko und Szentlőrinc            |
|                                                     |      | nach Hegyeshalom                          |                                           |

| Strecke                                 |     | von Budapest-Vizafogó                                           | von Budapest-Vizafogó                                           |
| Abzweig geradeaus und von rechts        |     | von Salgótarján                                                 | von Salgótarján                                                 |
| Bahnhof                                 | 0,0 | Kőbánya felső                                                   | Kőbánya felső                                                   |
| Abzweig geradeaus und nach rechts       |     | nach Kőbánya-Teher                                              | nach Kőbánya-Teher                                              |
| Abzweig geradeaus und nach rechts       |     | Budapest-Keleti                                                 | Budapest-Keleti                                                 |
| Kreuzung geradeaus oben                 |     | Budapest-Nyugati–Szolnok                                        | Budapest-Nyugati–Szolnok                                        |
| Abzweig geradeaus und von rechts        |     | von Kőbánya felső elágazás                                      | von Kőbánya felső elágazás                                      |
| Abzweig geradeaus und nach links        |     | nach Kőbánya-Hizlaló                                            | nach Kőbánya-Hizlaló                                            |
| Abzweig geradeaus und ehemals von links |     | von Kőbánya-Kispest                                             | von Kőbánya-Kispest                                             |
| Abzweig geradeaus und von links         |     | von Kőbánya-Kispest                                             | von Kőbánya-Kispest                                             |
| Abzweig geradeaus und von rechts        |     | von Budapest-Keleti und Budapest-Józsefváros                    | von Budapest-Keleti und Budapest-Józsefváros                    |
| ehemaliger Haltepunkt / Haltestelle     |     | Népliget (geplant)                                              | Népliget (geplant)                                              |
| Bahnhof                                 | 4,6 | Ferencváros                                                     | Ferencváros                                                     |
|                                         |     |                                                                 |                                                                 |
| Abzweig geradeaus und nach links        |     | nach Ferencváros Keleti r., Ferencváros Nyugati r. und Subotica | nach Ferencváros Keleti r., Ferencváros Nyugati r. und Subotica |
|                                         |     |                                                                 |                                                                 |
| Strecke                                 |     | nach Hegyeshalom                                                | nach Hegyeshalom                                                |

| Strecke                                                                           |        | von Hegyeshalom                                                | von Hegyeshalom                                                |
|                                                                                   |        |                                                                |                                                                |
| Abzweig geradeaus und von rechts                                                  |        | von Ferencváros Keleti r., Ferencváros Nyugati r. und Subotica | von Ferencváros Keleti r., Ferencváros Nyugati r. und Subotica |
|                                                                                   |        |                                                                |                                                                |
| Bahnhof                                                                           | 0,0    | Ferencváros                                                    | Ferencváros                                                    |
|                                                                                   |        |                                                                |                                                                |
| Abzweig geradeaus und nach links                                                  |        | nach Kőbánya felső, Budapest-Keleti und Budapest-Józsefváros   | nach Kőbánya felső, Budapest-Keleti und Budapest-Józsefváros   |
|                                                                                   |        |                                                                |                                                                |
| Strecke von links · Abzweig ehemals geradeaus und nach rechts                     | 0,0    | Neubaustrecke 1928                                             | Neubaustrecke 1928                                             |
| Strecke · Abzweig ehemals geradeaus und von links                                 |        | von Kőbánya felső                                              | von Kőbánya felső                                              |
| Kreuzung mit U-Bahn geradeaus oben · Kreuzung mit U-Bahn                          |        | Kreuzung mit Straßenbahn Budapest                              | Kreuzung mit Straßenbahn Budapest                              |
| Betriebs-/Güterbahnhof Strecke ab hier außer Betrieb                              | 2,8    | Kőbánya-Hizlaló                                                | Kőbánya-Hizlaló                                                |
|                                                                                   |        |                                                                |                                                                |
| Strecke von links · Abzweig geradeaus und nach rechts (Strecke außer Betrieb)     |        | Gleisschleife                                                  | Gleisschleife                                                  |
|                                                                                   |        |                                                                |                                                                |
| Strecke nach links · Abzweig ehemals geradeaus, ehemals nach rechts und von links |        | von Budapest-Nyugati                                           | von Budapest-Nyugati                                           |
| ehemaliger Dienststation / Betriebs- oder Güterbahnhof                            |        | Kőbánya-Szentlőrinczi átrakodó                                 | Kőbánya-Szentlőrinczi átrakodó                                 |
| Strecke nach links · Abzweig geradeaus und von rechts                             |        |                                                                |                                                                |
| Bahnhof                                                                           | 5,63,0 | Kőbánya-Kispest                                                | Kőbánya-Kispest                                                |
| Abzweig geradeaus und nach links                                                  |        | nach Szolnok                                                   | nach Szolnok                                                   |
| Strecke                                                                           |        | nach Lajosmizse                                                | nach Lajosmizse                                                |

Die Bezeichnung der südlichen Ringbahn („déli körvasút“) umfasst den Abschnitt zwischen den Bahnhöfen Ferencváros und Budapest-Kelenföld der Bahnstrecke Budapest-Keleti–Hegyeshalom sowie die Verbindungsbahnen Kőbánya felső–Ferencváros und Ferencváros–Kőbánya-Kispest.
Über die 1877 eröffnete Eisenbahnverbindungsbrücke waren die seit 1873 zur Stadt Budapest vereinigten Stadtteile Pest und Buda erstmals mit der Eisenbahn direkt miteinander verbunden. Die Lücke zwischen Budapest-Kelenföld, gelegen an der Anfang der 1860er Jahre eröffneten Südbahn von Budapest-Déli, und der bereits 1856 durch die Österreichisch-ungarische Staatseisenbahngesellschaft (StEG/ÁVT) fertiggestellten Strecke von Bruck an der Leitha über Hegyeshalom und Győr bis Ujszőny (heute Komárom) wurde erst 1884 durch die MÁV geschlossen. Somit war neben der Strecke über Bratislava auch vom rechten Budapester Donauufer aus eine Anbindung an Wien möglich. Während des Zweiten Weltkrieges konnte die 1944 zerstörte Eisenbahnverbindungsbrücke noch kurzzeitig durch eine bereits zuvor vorbereitete Behelfsstrecke unter Einbezug des Industriegleisnetzes der Andor utca am rechten und des Straßenbahnnetzes am linken Donauufer sowie der Petőfibrücke umgangen werden, ehe auch diese Brücke 1945 zerstört wurde und erst 1946 eine Behelfsbrücke für den Eisenbahnverkehr in Betrieb genommen werden konnte.
Neben der Anbindung von Ferencváros an das rechte Donauufer erhielt der Bahnhof im Jahr 1877 auch eine Verbindung zum Bahnhof Kőbánya felső. 1884 folgte zudem der Anschluss an den neu gebauten Kopfbahnhof Budapest-Keleti, damals Budapest központi pályaudvar („Budapest Zentralbahnhof“), sowie 1889 an den unweit von Budapest-Keleti bereits bestehenden Bahnhof Budapest-Józsefváros. Die Strecken von Kőbánya felső und Budapest-Keleti wurden zweigleisig ausgebaut, die Verbindung zum heute nicht mehr genutzten Bahnhof Budapest-Józsefváros verblieb eingleisig.
Eine weitere Verbindungsbahn, welche zur südlichen Ringbahn gezählt wird, verbindet die Bahnhöfe Ferencváros und Kőbánya-Kispest. Ursprünglich wurde die Strecke ebenfalls 1877 als Abzweigung aus der Verbindungsbahn Kőbánya felső–Ferencváros zum Güterbahnhof Kőbánya-Hizlaló, in dessen Umfeld vor allem Betriebe der Schweinemast ansässig waren, gebaut. Wenige Jahre darauf wurde der Bahnhof auch von Ferencváros aus angebunden; später verband zudem ein elektrifiziertes Gleis den Bahnhof mit dem Budapester Straßenbahnnetz. Dem Bahnhof schloss sich eine Gleisschleife mit etwa sechshundert Metern Durchmesser an. An der Ladestelle Kőbánya-Szentlőrinczi átrakodó, dem Ausgangspunkt der 1889 eröffneten Bahnstrecke Budapest–Lajosmizse, bestand eine Anbindung an die Bahnstrecke Budapest-Nyugati–Szolnok. Später wurde die Verbindungsbahn über Kőbánya-Hizlaló in die Kilometrierung der Bahnstrecke nach Lajosmizse mit einbezogen. 1928 wurde eine zweigleisige, auf einem Damm gelegene neue Strecke mit eigener Kilometrierung von Ferencváros aus trassiert. Dabei wurde eine Hälfte des Schleifengleises überbaut, die nördliche Hälfte bildete jedoch noch für einige Jahre weiterhin einen Anschluss von Kőbánya-Hizlaló nach Kőbánya-Kispest. Heute ist das von Kőbánya felső kommende Gleis als einzige Anbindung von Kőbánya-Hizlaló noch vorhanden. Alle weiteren Verbindungen nach Ferencváros und Kőbánya-Kispest sind abgebaut; die Stilllegung des Straßenbahnanschlusses erfolgte 1996. Dennoch besteht weiterhin unmittelbar vor Kőbánya-Hizlaló eine Kreuzung zwischen Eisenbahn und Straßenbahn, die heute jedoch nur noch eines der ursprünglichen vier Eisenbahngleise umfasst.

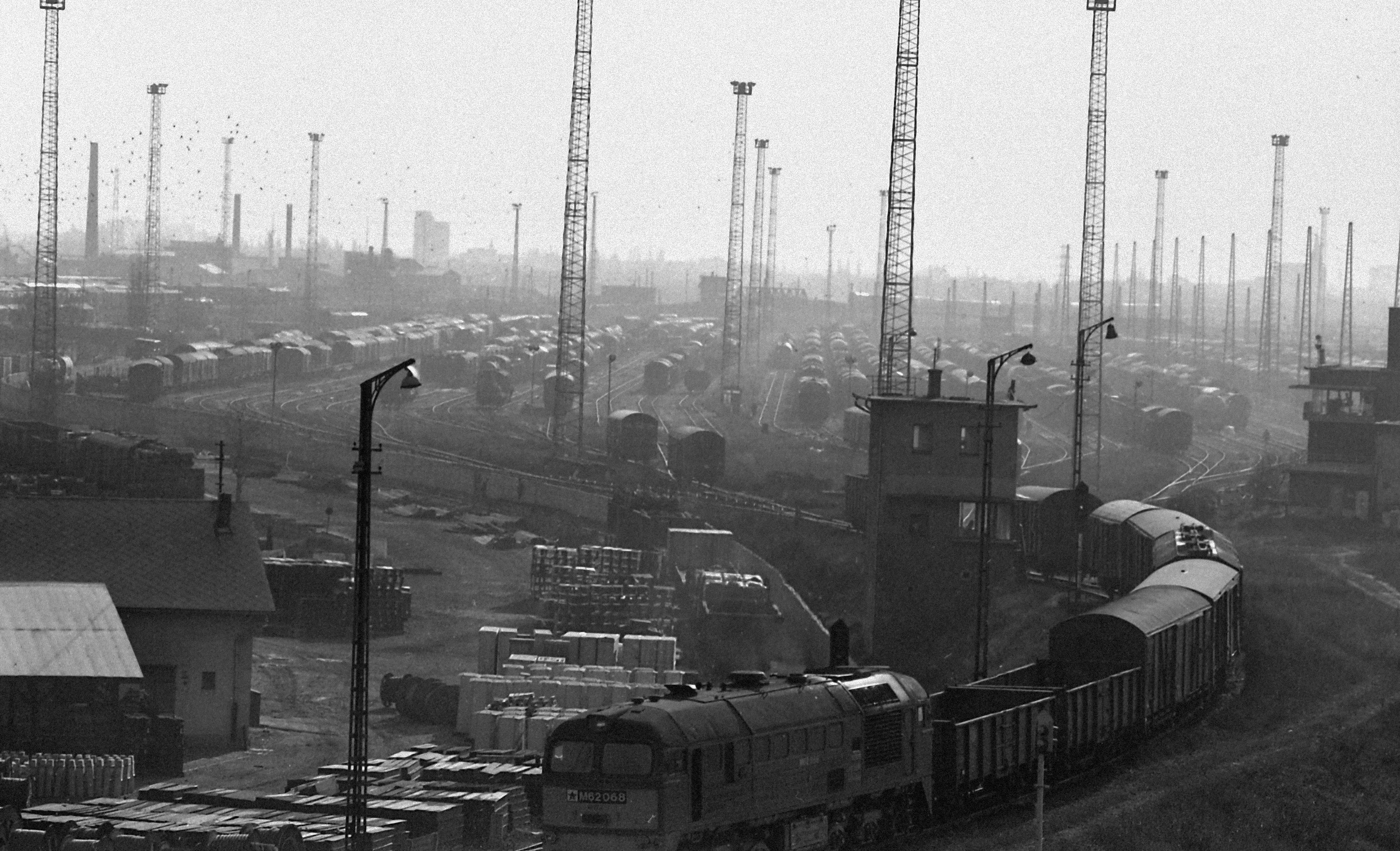
Ablaufenlassen von Güterwagen im Rangierbahnhof Ferencváros, 1983.

Mit der Verbindung der beiden städtischen Donauufer 1877 entstanden in den folgenden Jahren mehrere weitere Güterbahnen, Rangier- und Güterbahnhöfe. Wichtigster Bahnhof für den Güterverkehr war neben den ebenfalls unweit der Donau im Süden der Stadt gelegenen Bahnhöfen Budapest-Dunapart und Budapest-Soroksári út rendező der etwa sechzig Hektar umfassende Rangierbahnhof Budapest-Ferencváros, der in die Bahnhofsteile Ferencváros Keleti rendező, Ferencváros Nyugati rendező und Ferencváros Gubacsi rendező eingeteilt wird und als der größte Bahnhof Ungarns gilt. Auch auf der östlichen Seite des Personenbahnhofes existieren umfangreiche Verzweigungen. Der Verkehr stieg durch weitere Streckeneröffnungen, wie die der in den Süden des Landes führenden Bahnstrecke nach Subotica im Jahr 1882, welche wenige Jahre darauf bis Belgrad reichte, weiter an. Am südlichen Ende des Rangierbahnhofes begann zudem die sogenannte Burma-vasút, eine strategische Bahn, die im Südwesten von Budapest mehrere Bahnstrecken miteinander verband. Beim allgemeinen Verkehrsrückgang der 1990er Jahre sank auch im Rangierbahnhof der Bedarf, seit 1996 ist nur noch einer der beiden Ablaufberge in Betrieb.
Auf dem sowohl durch den Güterverkehr als auch durch den Personennah- und Fernverkehr stark frequentierten Abschnitt Ferencváros–Budapest-Kelenföld finden seit 2020 Maßnahmen zur Erweiterung der vorhandenen zweigleisigen Infrastruktur auf vier beziehungsweise drei Gleise statt. Dafür müssen sechs bestehende kleinere Brücken neu errichtet werden. Die bisher aus zwei Gleisen auf separaten Brücken bestehende Eisenbahnverbindungsbrücke soll um ein drittes Gleis erweitert werden. Bis zum Herbst 2021 waren bereits zwei neue Brücken eingehoben worden. Die Fertigstellung der Eisenbahnverbindungsbrücke ist für Ende 2022 vorgesehen. Da während der Baumaßnahmen stets zwei Gleise befahrbar bleiben sollen, wird der Ausbau des gesamten Abschnittes zwischen Ferencváros und Budapest-Kelenföld bis voraussichtlich Ende 2027 andauern. Die Gesamtkosten werden sich auf etwa 400 Milliarden Forint belaufen. Im Bahnhof Ferencváros ist außerdem ein etwa eintausend Meter langes Kreuzungsbauwerk vorgesehen. Um die Belastung durch Schienenverkehrslärm für die angrenzenden Wohngebiete zu reduzieren, soll eine moderne Lärmschutzwand errichtet werden, die die Bahnanlagen abschnittsweise völlig umgibt.
Durch den Ausbau der südlichen Ringbahn sollen neue und verbesserte Nahverkehrskonzepte geschaffen werden. Auch Linien, die sowohl die südliche als auch die äußere Ringbahn nutzen, sind angedacht. Zudem sind mit Nádorkert und Közvágóhíd zwei überdachte und barrierefreie neue Haltepunkte vor und hinter der Eisenbahnverbindungsbrücke vorgesehen, die den Umstieg zu anderen städtischen Verkehrsmitteln ermöglichen. Ein dritter neuer Haltepunkt soll unter dem Namen Népliget mit vier Bahnsteiggleisen zwischen Ferencváros und Budapest-Keleti errichtet werden. In dessen Nähe wurde im Juli 2021 das neue Verkehrsmuseum Budapest im ehemaligen Fahrzeugausbesserungswerk Nord auf dem Gelände des Bahnhofes Budapest-Józsefváros eröffnet. An der Hungária körút unweit der Einfahrt des Bahnhofes Budapest-Keleti ist deshalb sowohl für Museumsbesucher als auch für Pendler die Einrichtung eines weiteren Haltepunktes namens Közlekedési Múzeum vorgesehen. Zudem soll ein Zuführungsgleis von Kőbánya felső für das Museum saniert werden.
Ein weiteres Projekt des innerstädtischen Eisenbahnverkehrs sieht den Bau eines Tunnels zwischen den Kopfbahnhöfen Budapest-Déli und Budapest-Nyugati unter der Donau hindurch vor. Dabei soll es auch eine Station am Széll Kálmán tér geben, welcher bereits ein Knotenpunkt der Straßenbahn und der Metró ist. Außerdem sind zwei Haltepunkte zwischen Budapest-Kelenföld und Budapest-Déli geplant. Unter dem Bahnhof Budapest-Nyugati soll ein Tunnelbahnhof entstehen, womit dieser zum am meisten frequentierten Bahnhof von Budapest werden könnte. Bereits in den 1930er Jahren waren Überlegungen zu einem Eisenbahntunnel unter der Donau angestellt worden. Seit November 2020 laufen Machbarkeitsstudien zu dem Projekt.